# Каликінська сільська рада
Ка́ликінська сільська рада (рос. Каликинский сельский совет) — сільське поселення у складі Александровського району Оренбурзької області Росії.
Адміністративний центр — село Каликіно.

## Населення
Населення — 583 особи (2019; 765 в 2010, 1194 у 2002).

## Склад
До складу сільської ради входять:
| Населений пункт    | Населення, осіб (2002) | Населення, осіб (2010) |
| ------------------ | ---------------------- | ---------------------- |
| Дальній, селище    | 163                    | 44                     |
| Каликіно, село     | 778                    | 561                    |
| Новонікітино, село | 253                    | 160                    |